# Барков, Семён Васильевич
Семён Васи́льевич Барко́в (1870 — после 1926) — русский архитектор и преподаватель, автор построек в Москве.

## Биография
Родился в Москве 14 февраля 1870 года[по какому календарю?] в семье архитектора В. В. Баркова. Учился сначала в 1-м Московском реальном училище (1881—1891) и Императорской Академии художеств; в 1899 году перешёл в Московское училище живописи, ваяния и зодчества. В 1900 году получил звание классного художника архитектуры. Член Московского архитектурного общества (МАО) с 1906 года. В 1907—1919 годах заведовал организованными при МАО курсами десятников. В 1926 году преподавал в МВТУ. Дальнейшая судьба С. В. Баркова неизвестна.

## Постройки
- Доходный дом (1902, Подсосенский переулок, 5), реконструирован;
- Центральный ризалит Старого Гостиного двора (1903, Хрустальный переулок)[4];
- Доходный дом Н. Д. Телешова (1900—1903, Чистопрудный бульвар, 23);
- Дом доходный с магазином княгини М. А. Ливен (1910, Страстной бульвар, 8/23);
- Доходный дом княгини М. А. Ливен (1911, улица Большая Дмитровка, 23)[5];
- Доходный дом М. И. Пестржецкого (1912, Садовая-Кудринская улица, 19);
- Деревянная церковь с двумя приделами в селе Ильинском (ныне пгт. Ильинский Раменского района), (1916, была полностью разрушена в 1928 г.)[6]